# Nostoceras
Nostoceras (de "nostos", vuelta, y "ceros", cuerno) es un género extinto de amonitas que vivieron durante el Cretácico superior. Se caracterizaban por la peculiar forma del caparazón, se dobla sobre sí mismo.

## Registro fósil
Los fósiles de Nostoceras se encuentran en estratos marinos del Campaniense, en los Estados Unidos, Inglaterra, Angola, Australia, Austria, Bélgica, Dinamarca, Inglaterra, Francia, Alemania, Irak, Italia, Madagascar, Países Bajos, Nigeria, Omán y España.

## Descripción
Nostoceras se caracteriza por un caparazón helicoidal fuertemente enrollado en una gran cámara corporal en forma de U con la abertura, en individuos maduros, casi tocando y yaciendo debajo del espira. Los verticilos helicoidales iniciales están cubiertos de finas costillas y pueden tener pequeñas espinas. La cámara del cuerpo en forma de U tiene nervaduras más gruesas y tubérculos grandes. Es posible que se presenten constricciones periódicas en el fragmocono. Las especies pueden enrollarse hacia la izquierda o hacia la derecha. Nostoceras es como Bostrychoceras en forma general, excepto que sus nervaduras pueden estar acampanadas y las constricciones pueden estar presentes o no.